# Дабел
Дабел (њем. Dabel) општина је у њемачкој савезној држави Мекленбург-Западна Померанија. Једно је од 76 општинских средишта округа Пархим. Према процјени из 2010. у општини је живјело 1.455 становника. Посједује регионалну шифру (AGS) 13060011.

## Географски и демографски подаци
Дабел се налази у савезној држави Мекленбург-Западна Померанија у округу Пархим. Општина се налази на надморској висини од 58 метара. Површина општине износи 24,7 km². У самом мјесту је, према процјени из 2010. године, живјело 1.455 становника. Просјечна густина становништва износи 59 становника/km².